# رادووسنیتسه ای
رادووسنیتسه ای (به لاتین: Radovesnice I) یک منطقهٔ مسکونی در جمهوری چک است که در ناحیه کولین واقع شده‌است.